# 고사이정
고사이정(甲西町)은 야마나시현 나카코마군에 존재했던 정이다.
헤세이 대합병 이전의 야마나시현에 있어서의 마을 중에서 시라네정, 구시가타정, 시키시마정, 우에노하라정, 하쿠슈정, 가와구치코정과 함께 몇 안되는 「정」이라고 읽는 자치체였다(이 7정도 합병으로 소멸했지만, 가와구치코정만은 후지카와구치코정이 되어 현재도 현내에서 유일 「정」을 자칭하고 있다).

## 역사
- 1955년 4월 1일 - 오치아이촌, 오이촌, 고메이촌, 난고촌이 합병해 성립하였다.
- 2003년 4월 1일 - 핫타촌, 시라네정, 아시야스촌, 와카쿠사정, 구시가타정이 합병해 미나미알프스시가 성립하여, 동일 고사이정은 폐지되었다.